# Transport ferroviaire au Mexique
Le transport ferroviaire au Mexique compte environ 26 000 kilomètres de lignes et est exploité par la société nationale de chemins de fer, appelée Ferrocarriles Mexicanos (Ferromex).

## Projets
Une importante ligne de trains interurbains est en construction dans l'état du Yucatàn dans le sud du pays. Cette ligne devrait faire 1 554 kilomètres de long, coûter 1 milliard d'euros et est construite par le géant du secteur : Alstom. Ce projet suscite agitation et contestations notamment d'associations écologiques qui dénoncent les effets néfastes sur l'environnement.